# إدارة المواد المستدامة

تعد إدارة المواد المستدامة نهجًا نظاميًا لاستخدام وإعادة استخدام المواد بشكل أكثر فعالية على مدار دورات حياتها كاملة، وتمثل إحداث تغيير في طريقة تفكير المجتمع في الأمور المتعلقة باستخدام الموارد الطبيعية وحماية البيئة والحفاظ عليها. من خلال النظر إلى دورة حياة المنتج بأكملها، يمكن العثور على فرص جديدة لتقليل التأثيرات البيئية، والحفاظ على الموارد، وخفض التكاليف. تزايد الاستهلاك الأمريكي والعالمي للمواد بشكل سريع خلال القرن الماضي. وفقًا لملحق إعلان قادة مجموعة السبعة في 8 يونيو 2015، فقد ارتفع استخدام المواد الخام عالميًا خلال القرن العشرين بنحو ضعف معدل النمو السكاني. مقابل كل زيادة بنسبة 1% في الناتج المحلي الإجمالي، ارتفع استخدام المواد الخام بنسبة 0.4%. جاء هذا الاستهلاك المتزايد على حساب البيئة، بما في ذلك تدمير الموائل، وفقدان التنوع الحيوي، ومصايد الأسماك، والتصحر. ترتبط إدارة المواد أيضًا بما يقدر بنحو 42% من إجمالي انبعاثات غازات الاحتباس الحراري في الولايات المتحدة. إن الفشل في إيجاد طرق أكثر فعالية وإنتاجية واستدامة لاستخراج المواد واستخدامها وإدارتها، وضبط العلاقة بين الاستهلاك المادي والنمو، له آثار خطيرة على الاقتصاد والمجتمعات البشرية.

## مقدمة
تمثل إدارة المواد المستدامة إطارًا لإدارة المواد والمنتجات طوال دورة الحياة بأكملها، بدءًا من استخراجها وتصميمها وتصنيعها، مرورًا بضبط الإنتاجية والاستهلاك والعمر الافتراضي.
تتبع الأنماط التقليدية لاستهلاك المواد في الولايات المتحدة نمط من المهد إلى اللحد لاستخراج المواد الخام وتصنيع المنتجات وتوزيعها على المستهلكين واستخدامها والتخلص منها، والذي صاعته آني ليونارد باعتباره الاقتصاد الخطي ويشار إليه عمومًا باسم مجتمع التخلص، يجري مراجعة ممارسات إدارة النفايات المألوفة هذه لتحقيق الإدارة المستدامة للموارد. تمثل إدارة المواد المستدامة تحولًا في كيفية استخدام المواد وتقييمها مع التركيز على التأثير البيئي الناجم عن استخدام المواد وحماية البيئة طوال دورة الحياة الكاملة للمنتج. اعتمدت إدارة المواد المستدامة باعتبارها نهجًا تنظيميًا لإدارة المواد في الولايات المتحدة، ووكالة حماية البيئة والعديد من الحكومات الأخرى حول العالم.
تعد إدارة المواد المستدامة نهجًا واسعًا يتداخل ويكمل العديد من البرامج والمفاهيم التي تتبناها الحكومات والشركات في جميع أنحاء العالم بما في ذلك صفر نفايات، والكيمياء الخضراء، والملصقات البيئية، وإدارة سلسلة الإمداد المستدامة، والتصنيع الرشيق، والتوريد المستدام.

### الاختلافات بين إدارة النفايات وإدارة المواد المستدامة
- تسعى إدارة المواد المستدامة إلى تحقيق أمثل استخدام لجميع الموارد بينما تركز إدارة النفايات على إدارة وتقليل النفايات والملوثات في نهاية دورة الحياة.
- تركز إدارة الموارد المستدامة على دورة الحياة الكاملة للمواد والمنتجات بينما تركز إدارة النفايات على إدارة نهاية عمر النفايات فقط.
- تهتم إدارة المواد المستدامة بالمدخلات والمخرجات من وإلى البيئة والآثار المرتبطة بها على الهواء والماء وليست مقيدة جغرافيًا بينما تنظر إدارة النفايات فقط في المخرجات إلى البيئة من النفايات والمناطق التي تدار فيها النفايات.
- الهدف العام لإدارة المواد المستدامة هو تحقيق الاستدامة طويلة المدى بينما تركز إدارة النفايات على إدارة تأثير بيئي واحد، مرتبط بمنتجات النفايات.
- تعتبر إدارة المواد المستدامة جميع الصناعات والمستهلكين المرتبطين بدورة حياة المادة والمنتج طرفًا مسؤولًا، بينما تعتبر إدارة النفايات فقط مولدات النفايات طرفًا مسؤولًا.[4]